# Pascite gregem Dei
Pascite gregem Dei (Paissez le troupeau de Dieu), est une constitution apostolique promulguée le 1er juin 2021 et modifiant le livre VI du Code de droit canonique (CIC), concernant le droit pénal de l'Église catholique. Ces modifications sont entrées en vigueur le 8 décembre 2021.

## Caractéristiques
Les modifications apportées durcissent les sanctions concernant les abus provenant de clercs, de consacrés ou de laïcs, et améliorent leur applicabilité.
En effet, le CIC de 1983 laissait une très grande latitude aux évêques et aux responsables dans le choix des peines appliquées afin de favoriser l'adéquation et la personnalisation des peines, ce qui a entrainé, selon le Saint-Siège, une confusion délétère entre le laxisme et la miséricorde.
Le texte ne porte pas que sur cela, il modifie par exemple également le canon 1379 à l'alinéa 3 qui prévoit maintenant la possibilité de renvoyer de l'état clérical un prélat ayant voulu ordonner une femme.
Le texte réintroduit dans le Code des notions d'administration des biens et des fortunes qui en avait disparu après la refonte de 1983.